# Algorytm centroidów
Algorytm centroidów (k-średnich, ang. k-means) jest jednym z algorytmów stosowanym w analizie skupień, wykorzystywanym m.in. w kwantyzacji wektorowej. Algorytm nazywany jest także algorytmem klastrowym lub – od nazwisk twórców Linde, Buzo i Graya – algorytmem LBG.

## Cel algorytmu centroidów
Celem algorytmu jest przypisanie do wektorów kodowych {\displaystyle r_{i}} {\displaystyle (i\in [1,N])} {\displaystyle M} {\displaystyle n}-wymiarowych wektorów danych, przy jak najmniejszym średnim błędzie kwantyzacji.
Średni błąd kwantyzacji dany jest wzorem:
{\displaystyle D={\frac {1}{K}}\sum _{i=1}^{K}d(x_{i},r),}
gdzie {\displaystyle K} jest liczbą elementów {\displaystyle x_{i}} przypisanych do wektora kodowego {\displaystyle r,} natomiast {\displaystyle d} miarą błędu kwantyzacji i najczęściej jest to błąd kwadratowy określany dla wektorów n-wymiarowych jako
{\displaystyle d(x,r)=\sum _{j=1}^{n}(x_{j}-r_{j})^{2}.}

## Przebieg algorytmu centroidów
Algorytm centroidów przebiega następująco:
1. Wybierz {\displaystyle N} wektorów kodowych i określ maksymalny błąd kwantyzacji {\displaystyle e.}
2. {\displaystyle m:=0} (iteracja)
3. {\displaystyle D_{m}:=\infty } (średni błąd kwantyzacji w m-tej iteracji)
4. Dopóki nie uzyskano zadowalającego rezultatu, powtarzaj:
  - Podziel {\displaystyle M} wektorów danych na {\displaystyle N} grup. Wektor {\displaystyle x_{j}} {\displaystyle (j\in [1,M])} jest przypisywany do {\displaystyle i}-tej grupy wtedy i tylko wtedy gdy zachodzi nierówność {\displaystyle d(x_{j},r_{i})\leqslant d(x_{j},r_{k})} dla wszystkich {\displaystyle r_{k}} różnych od {\displaystyle r_{i}.}
  - Wyznacz średni błąd kwantyzacji: {\displaystyle D_{m}={\frac {1}{M}}\sum _{i=1}^{M}d(x_{i},r),} przy czym do obliczeń brany jest wektor kodowy {\displaystyle r} z tej grupy, do której został zakwalifikowany wektor danych {\displaystyle x_{i}.}
  - Wyznacz centroidy dla wszystkich {\displaystyle i} grup wektorów i przypisz je do wektorów kodowych {\displaystyle r_{i}.}
  - Jeśli {\displaystyle {\frac {D_{m-1}-D_{m}}{D_{m}}}<e} zakończ (uzyskano wymaganą dokładność), w przeciwnym razie zwiększ {\displaystyle m} i spróbuj jeszcze raz.

Algorytm sukcesywnie dopasowuje wektory kodowe do istniejących danych i w miarę potrzeb przesuwa błędnie zakwalifikowane wektory danych do innych grup. Problem stanowi jednak początkowy wybór wektorów kodowych (punkt 1 algorytmu).